# Historieta deportiva

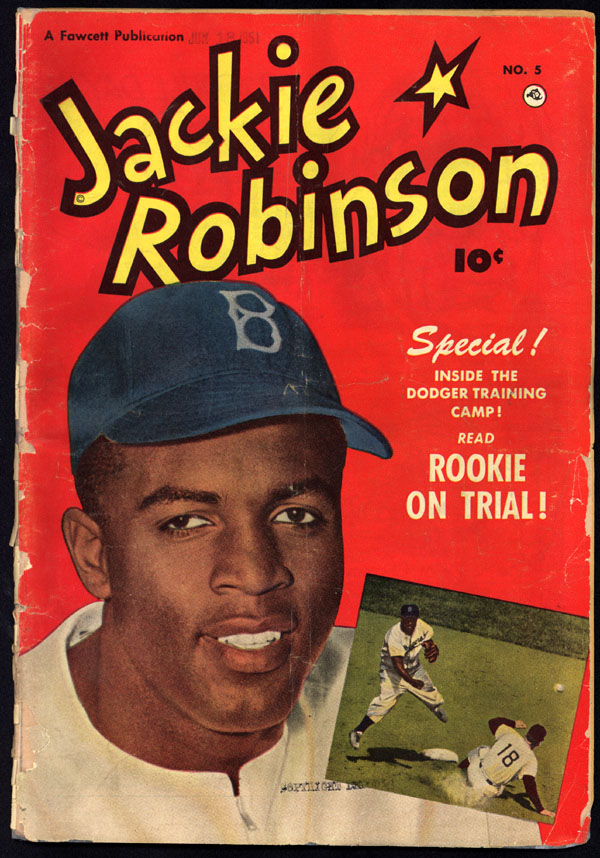
Portada de un comic book estadounidense de los años 50.

La historieta o cómic deportivo  constituye uno de los géneros en los que puede dividirse la producción historietística.

## Características

### Temáticas
- Importancia de la acción.
- Extensión generalmente larga.

## Historia
Durante la década de 1950, fue muy famosa en Chile la revista Barrabases, tanto por su serie de cabecera creada por Guido Vallejos, como por los personajes de Themo Lobos (Cicleto, Ñeclito o Máximo Chambónez).
En los Países Bajos apareció Kick Wilstra de Henk Sprenger, mientras en la revista belga Tintin, Jean Graton publica relatos breves inspirado en la vida real de diversos deportistas, recreando las historias de ficción del piloto Michel Vaillant (1957) y el mundo de las carreras de automóviles.
La estrella de los Gigantes (de Yomiuri) (1966) de Ikki Kajiwara y Noboru Kawasaki, publicada en Weekly Shonen Magazine se alejaba del béisbol real para adentrarse en una fantasía con secuencias muy dramáticas. Al poco y en España, José Peñarroya creaba su serie Pepe, el "hincha", donde satirizaba el fanatismo deportivo.
En 1974, se empezaba a publicar la popularísima Eric Castel. En México se publican revistas como Chivas Chivas Ra Ra Ra.
Tex Norton
Ozeluí retrata las humorísticas peripecias de un futbolista aficionado en Curro Corner (1992).